# 苞片苔科
苞片苔科（学名：Allisoniaceae）是小叶苔目下的一个科。

## 下属分类
本科包括以下属：
- 苞片苔属 Allisonia Herzog
- Sandeothallus